# Eugen Hallberger
Eugen Ludwig Heinrich Hallberger, auch Louis-Eugène Hallberg (* 27. März 1839 in Sickingen (Oberderdingen); † 15. September 1921 in Luzech) war ein deutsch-französischer Literaturwissenschaftler, Übersetzer und Hochschullehrer.

## Familie
Hallberger war ein unehelicher Sohn des damaligen Pfarrers Christian Hallberger (1800–1872) und der Marie Schoder, Tochter des Ludwigsburger Kanzleirats Friedrich Schoder. Der Verleger Ludwig Hallberger (1796–1879) war ein Vetter seines Vaters.
Verheiratet war Eugen Hallberger seit 1862 mit Clara (Claire) Vernhes (1844–1922). Über seine Tochter, die Schriftstellerin Henriette Hallberger (1880–1973), die sich in erster Ehe am 3. April 1904 in Albas mit dem Unternehmer Henri de Laborde de Monpezat (1868–1929) verheiratete, war er ein Urgroßvater von Prinz Henrik von Dänemark. Frederik von Dänemark und Joachim zu Dänemark sind seine Ururenkel.

## Leben
Hallberger folgte seinem Vater, der nach seinem Ausscheiden aus dem Kirchendienst nach Frankreich verzogen war und dort eine Anstellung als Lehrer gefunden hatte. Er besuchte das Lycée Charlemagne und studierte ab 1858 an der École normale supérieure in Paris. 1861 erhielt er die Agrégation. Er unterrichtete am Lyzeum in Cahors (ab 1861), Saint-Étienne (1864) und Bordeaux (1864) und wurde 1872 Professor für europäische Literaturgeschichte an der Faculté des lettres in Dijon, 1879 an der Faculté de Toulouse.
Er verfasste mehrere Werke zur Literaturgeschichte und übersetzte unter anderem Laokoon von Lessing (1857), das Lustspiel Die deutschen Kleinstädter von August von Kotzebue (1882) sowie Schillers Die Braut von Messina (1883) und die Geschichte des Dreißigjährigen Krieges (1884) ins Französische. Er gilt als Kenner der Werke Christoph Martin Wielands, über den er seine Dissertation verfasste.

## Werke
- De Trogo Pompeio disquisitionem facultati litterarum Parisiensi proponebat. Lutetiae Parisiorum: Thorin, 1869
- Wieland. Étude littéraire ; suivie d'analyses et de morceaux choisis de cet auteur traduits pour la première fois en français. 1869
- Histoire des Littératures étrangères. 2 Bände. Paris: Alphonse Lemerre, 1879–1880
- Le drame lyrique au point de vue littéraire. 1898
- Sainte Mathilde. Paris: Victor Lecoffre, 1899, 6. Auflage: Paris: Lecoffre, 1920